# Monoplex parthenopeus
Monoplex parthenopeus is een slakkensoort uit de familie van de Ranellidae. De wetenschappelijke naam van de soort is voor het eerst geldig gepubliceerd in 1793 door Salis-Marschlins.